# Hexazină
Denumirea de hexazină (sau hexaazabenzen) face referire la un compus anorganic ipotetic cu formula moleculară N6, putând fi astfel considerat a fi un alotrop hexaciclic al azotului și un analog al benzenului, în care toate cele șase fragmentele C-H sunt substituite cu câte un atom de azot.
Calculele teoretice prezic faptul că molecula hexazinei este mai instabilă decât molecula de azot diatomic (în stare gazoasă), iar în lipsa obținerii sale experimentale se poate considera că hexazina este nu este stabilă cinetic și termodinamic. De asemenea, se prezice că ar fi un compus aromatic.